# 工人合作社
工人合作社是指由工人自我管理的合作社。这种管理形式可能意味着一个由其工人通过民主投票而做出决策的公司，或者也可能指一个通过工人-所有者一人一票选举而产生管理层的公司。

## 历史

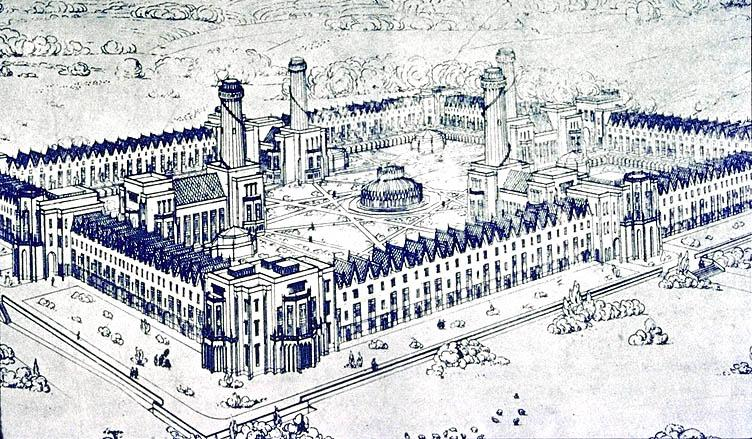
由罗伯特·欧文所设想的一个合作社聚集地（欧文的追随者们曾企图过建造它，但建筑从没有完成）

工人合作社作为劳工运动的一部分，最初在第一次工业革命期间兴起。随着就业逐渐转移到工业领域，工人们逐渐开始了自己组织和控制企业。
合作社运动的哲学最初源于罗伯特·欧文和夏尔·傅立叶等思想家的社会主义著作。欧文被许多人视为合作社运动之父。欧文在棉花贸易中发了大财，但他相信他的工人们应当工作于一个良好的工作环境中。他也希望能让工人和他们的孩子都能够接受教育。他最初在一间位于苏格兰新拉纳克的纺织厂成功实施了这些规划。受此次成功的鼓舞，他萌生了组建“合作村庄”的想法。在这种村庄里，工人们将通过自己种植食物并制作衣服来实现自治并最终摆脱贫困。他先后试图在苏格兰和美国印第安纳州的新哈莫尼实现这种社区，但两次尝试最终都以失败告终。